# Carl Skovgaard-Petersen
Carl Axel Skovgaard-Petersen (6. oktober 1866 i København – 29. september 1955 ) var en dansk præst og forfatter.
Han var søn af grosserer Vilhelm Petersen (død 1897) og hustru Caroline f. Skovgaard (død 1907), blev student fra Borgerdydskolen på Christianshavn 1884 og cand.theol. fra Københavns Universitet 1890.
1893 blev han sognepræst i Alslev-Hostrup og 1901 i Mårum; fra sidstnævnte embede tog han sin afsked 1910 for at overtage ledelsen af en bibelskole i København. Han var domprovst og stiftsprovst i Roskilde Stift og provst for Sømme og Voldborg Herreder 1929-36.
Bibelskolen åbnedes 1912. Forinden foretog han en rejse jorden rundt. Bibelskolen fik stor betydning, og som forstander for den har Skovgaard-Petersen udfoldet sine bedste egenskaber, kærlighed til Den hellige Skrift, evne til at gøre Bibelens tanker og især dens personer levende for nutidsmennesker og evne til at føre sine tilhørere ind i bibelstudiet. Med stor
opfindsomhed og endnu større Energi har Skovgaard-Petersen virket for bibelskolen gennem bibelkursus, ikke blot i hovedstaden, men over hele landet. 1923 foretog han en indgående studierejse i Ægypten og navnlig i Palæstina. Han var en betydelig kirkelig journalist og var 1923-34 knyttet til Berlingske Tidende.
Endelig har han udsendt en lang række opbyggelige og belærende skrifter, hvoraf flere er udkommet i mange oplag, deriblandt Troens Betydning for den, der vil frem i Verden (1901), Kan der leves paa Rationalisme (1903), Troens Hemmelighed (1904), Kan der leves paa religiøs Overtro (1905), en serie småskrifter Korte Ord om store Ting, en anden serie Menneskeskikkelser, Penge og Mennesker (1908) og Ungdommens Bog (1909), Jesu Lignelser (1921),
Erfaringer fra Prækestolen (1921), Landet, hvor Kilderne sprang, I-II (1923—24) og Hvorledes blev Nye Testamente til? (1928). Han udgav sine erindringer under titlerne I Vaarbruddete Tegn og Min Arbejdsdag i Kirkens Tjeneste.
Han var Kommandør af 1. grad af Dannebrog og Dannebrogsmand, medlem af Dansk Kirke i Udlandet, Kirkeligt Verdensforbunds danske afdelings og Nyborgmødets bestyrelser, medlem af udvalget til en ny oversættelse af det Gamle Testamente 1919-29, af det Nye Testamente fra 1929 (formand fra 1938), medlem af samfundet Pro Fide et Christianismo, formand for Kolonien Filadelfia 1922-35 op Missionskurstedet Nyborg Strand 1916-41, formand for Dansk Sømandsmission i fremmede Havne 1930-38, for Valdensermissionen 1929-42 og for Det Danske Bibelselskab 1936-49 (bestyrelsesmedlem i sidstnævnte 1916, æresmedlem 1949).